# Bénairia
Bénairia (în arabă بنايرية) este o comună din provincia Chlef, Algeria.
Populația comunei este de 15.697 de locuitori (2008).